# صيفرية جيرلاشية
صيفرية جيرلاشية (الاسم العلمي: Flavobacterium degerlachei) هي نوع من البكتيريا، سلبية الغرام، تتبع جنس الصيفرية.